# Fondation pour enfants diabétiques
 (novembre 2014).
Si vous disposez d'ouvrages ou d'articles de référence ou si vous connaissez des sites web de qualité traitant du thème abordé ici, merci de compléter l'article en donnant les références utiles à sa vérifiabilité et en les liant à la section « Notes et références ».
La Fondation pour enfants diabétiques (en anglais, Diabetic Children's Foundation) est un organisme à but non lucratif (ou organisme sans but lucratif) québécois fondé en 1974, à Montréal.
La Fondation est destinée à la promotion de la santé des enfants et adolescents québécois atteints de diabète de type 1, aussi nommé diabète insulinodépendant ou diabète juvénile.
La mission de la Fondation s'articule autour de trois axes :
1. l'accompagnement des enfants et des adolescents diabétiques et de leur famille en continu grâce à des activités sociales, des services-conseil, des publications et d'autres événements ;
2. l'exploitation du Camp Carowanis, un camp spécialisé pour jeunes diabétiques situé à Sainte-Agathe-des-Monts qui accueille quelques centaines de jeunes de 8 à 14 ans chaque été depuis 57 ans ;
3. la promotion et la prise de position pour des soins de santé optimaux pour les enfants diabétiques du Québec.

diabetes-children.ca/fr